# Reuterkiez

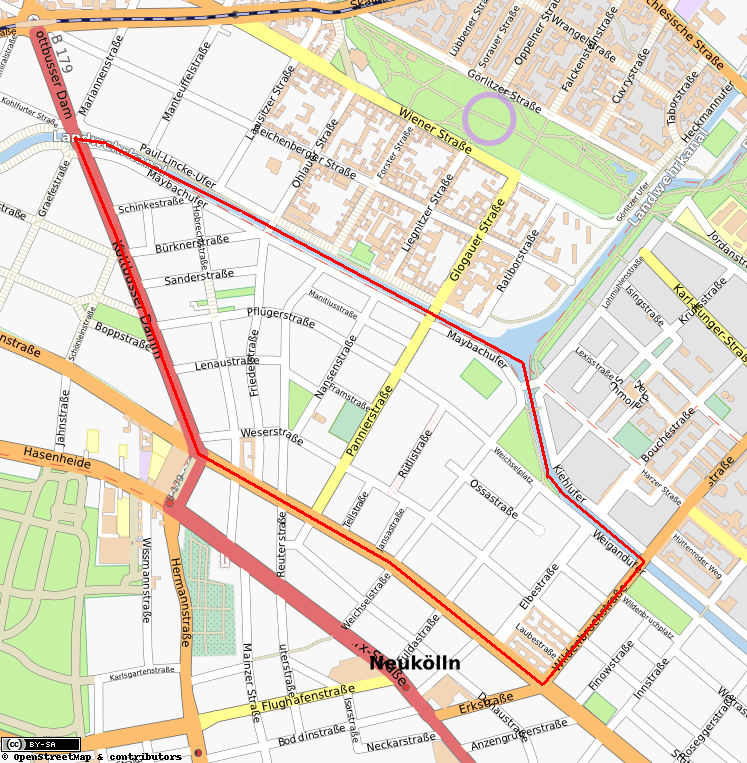
Karte des Reuterkiezes

Der Reuterkiez, vielfach als Reuterquartier (umgangssprachlich: Kreuzkölln) bezeichnet, ist ein Gebiet im Berliner Ortsteil Neukölln des gleichnamigen Bezirks. Der Bereich erhielt seinen Namen nach dem zentral gelegenen Reuterplatz, der nach dem deutschen Schriftsteller Fritz Reuter benannt wurde.

## Lage und Daten
Im Norden von Neukölln gelegen, bilden das Maybachufer des Landwehrkanals und der Kottbusser Damm hier die Grenze zum Bezirk Friedrichshain-Kreuzberg und die nordwestliche Abgrenzung des Kiezes. Im Südwesten begrenzt die Sonnenallee das Quartier, im Südosten bilden die Wildenbruchstraße und das Kiehlufer des Neuköllner Schifffahrtskanals eine Grenze zu anderen Teilen von Neukölln.
Das Reuterquartier hat eine Fläche von etwa 70 Hektar und zählt mit rund 18.500 Einwohnern zu den am dichtesten besiedelten Gebieten Berlins (264 Einwohner pro Hektar). Der Reuterkiez kann als typisches Wohngebiet der Gründerzeit angesehen werden. Vorderhaus- und Hofbebauung, Vermischung von Handel, Wohnen und Gewerbe sowie kleine und mittelgroße Wohnungen stehen sowohl für die Vor- wie auch die Nachteile der Lage.

## Entstehungsgeschichte
Um 1850 entstanden auf dem ehemaligen Sumpf- und Wiesengelände bedingt durch die Anbindung an den Landwehrkanal erste Gewerbebetriebe am Maybachufer. Der Kottbusser Damm und die Parallelstraßen wurden mit Wohnhäusern und Kleingewerbeläden bebaut. Zwischen 1871 und 1905 entstand dann mit steigenden Einwohnerzahlen ein Berliner Altbauviertel, das mit seinen Hinterhof-Fabriken und Gewerbehöfen als typisch gilt.

## Gentrifizierungsprozesse
Mit einer Arbeitslosenquote von 35 %, einem Ausländeranteil (Einwohner ohne deutsche Staatsangehörigkeit) von 30,5 % und einem Kinderanteil von 16,5 % gilt das Viertel, – genau wie seine Umgebung – als sozialer Problembereich Berlins. Angesiedelt zwischen Ausgehmeile, Ausweichquartier, Viertel im Aufwind, Gentrifizierung und hundekotbelastetem Gebiet, zeigen die Meinungen in der Presse ein verändertes Bild des Kiezes.
Als positives wie auch negatives Zeichen der Veränderungen im Kiez kann die Bezeichnung Kreuzkölln – ein Kofferwort aus Kreuzberg und Neukölln  – gesehen werden. Auf der einen Seite zeigt der Begriff, dass sich der äußerste Norden von Neukölln an die Entwicklung im angrenzenden Kreuzberg anschließt, sowohl bei den Ausgehmöglichkeiten als auch bei der sozialen Mischung. Auf der anderen Seite wird er gerade von langjährigen Bewohnern des Kiezes als Zeichen für die ungewollten Veränderungen wie steigende Mieten oder Verdrängung von alten Mietern und Geschäften gesehen und abgelehnt.

## Sehenswürdigkeiten

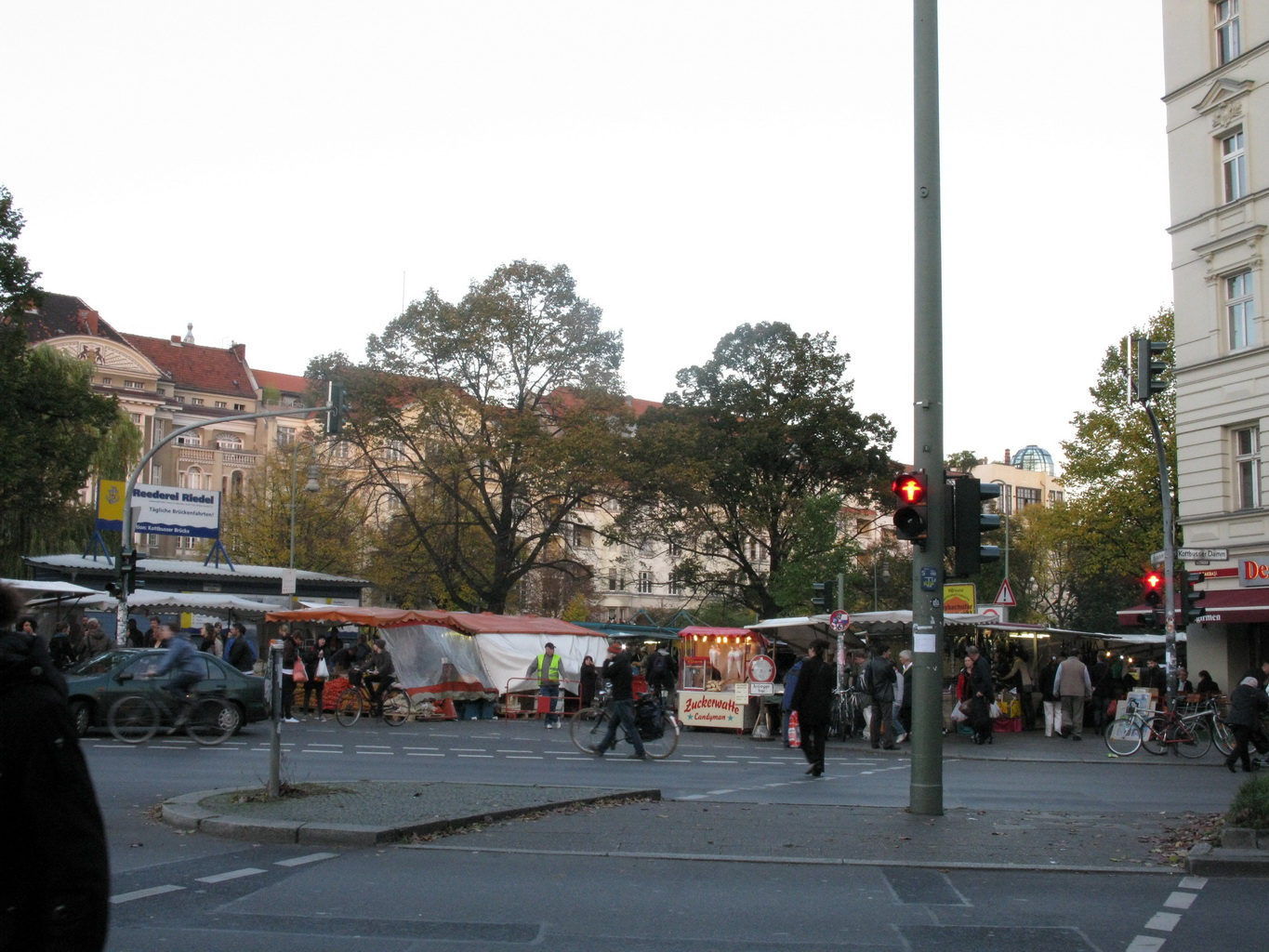
„Türkenmarkt“ am Maybachufer

- Reuterplatz – denkmalgeschützte Grünanlage mit Kiosk und Toilettenhäuschen von 1910 (Entwurf: Stadtbaurat Reinhold Kiehl) und dem Fritz-Reuter-Brunnen.
- Diverse denkmalgeschützte Mietshäuser (Friedel-, Hobrecht- und Weserstraße).[12]
- U-Bahnhof Schönleinstraße
- Wochenmarkt am Maybachufer: Der sogenannte „Türkenmarkt“ findet dienstags und freitags statt.